# Малоголовая червяга
Малоголовая червяга (лат. Dermophis parviceps) — вид безногих земноводных из семейства Dermophiidae, обитающий в Новом Свете.

## Описание
Общая длина достигает 22 см. Голова маленькая, немного вытянутая, морда закруглённая. Глаза заметны через кожу. Осязательные усики короткие, находятся между глазами и ноздрями на каждой стороне головы. Туловище очень тонкое, стройное. Имеет 85—102 первичных и 11—26 вторичных колец.
Окраска спины почти чёрная с пурпурным оттенком. Цвет головы колеблется от розового до серо-коричневого. Горло и нижняя челюсть беловатые. Брюхо имеет сероватую окраску.

## Образ жизни
Населяют влажные тропические леса. Держится в верхних слоях почвы на глубине 40—60 см, изредка появляется на поверхности. Встречается на высотах до 1200 метров над уровнем моря. Питается преимущественно червями и мелкими наземными насекомыми.

## Размножение
Самка рождает до 10 детёнышей в норе в почве.

## Распространение
Обитает в южной Коста-Рике, северо-западной Панаме и северной Колумбии.